# Mario Gestri
Mario Gestri (* 11. Februar 1924 in Tizzana, Quarrata; † 2. Dezember 1953 in Montecatini) war ein italienischer Radrennfahrer.
Mario Gestri war Profi-Radrennfahrer ab 1950. Am bekanntesten wurde er dadurch, dass er 1950 das Schwarze Trikot des Letzten beim Giro d’Italia trug. Gestri wurde liebevoll „der Wasserträger des Giro“ genannt, weil er bei vier Austragungen des Giro unermüdlich und verlässlich Wasser für seine jeweiligen Kapitäne, darunter Gino Bartali und Fiorenzo Magni, herbeiholte. Eigene Erfolge blieben ihm jedoch versagt.
1953 verunglückte Mario Gestri tödlich mit seinem Motorrad.